# Kate M. Harper
Pour les articles homonymes, voir Harper.
Catherine M. "Kate" Harper, née le 5 avril 1956 à Philadelphie, est une femme politique américaine du Parti républicain qui représente le  61e district législatif à la Chambre des représentants de Pennsylvanie. Kate M. Harper est présidente de la commission des collectivités locales de la Chambre des représentants de Pennsylvanie et siège à la commission des transports.

## Biographie

### Enfance et formation
Kate Harper est diplômée du lycée Gwynedd Mercy Academy, de l'université La Salle et de la faculté de droit de l'université Villanova. Elle vit à Lower Gwynedd Township et a deux enfants. Elle est associée au cabinet d'avocats Timoney Knox.

### Carrière politique
Elle est nommée à la commission d'urbanisme du canton de Lower Gwynedd et est élue superviseur du canton, où elle occupe le poste de présidente du conseil des superviseurs du canton de Lower Gwynedd.
Kate M. Harper représente le 61e district législatif du comté de Montgomery, en Pennsylvanie, depuis 2000 et est membre du Parti républicain de Pennsylvanie. Liz Hanbidge est la principale architecte de l'initiative Growing Greener II (loi 1 de 2005), un plan approuvé par les électeurs qui prévoit d'investir 625 millions de dollars dans la préservation des terres agricoles, les espaces ouverts et les parcs, ainsi que dans des projets environnementaux.
Kate M. Harper est également présidente du :
- House Children and Youth Committee
- House Ethics Committee[4]

Elle est également membre des comités régionaux de l'eau de Pennsylvanie et du Delaware. Kate M. Harper reçoit plusieurs prix au cours de sa carrière politique.
Elle perd contre la démocrate Liz Hanbidge (en) lors des élections générales de 2018, après 18 ans de mandat.